# Sphaerodactylidae
Sphaerodactylidae са семейство влечуги от разред Люспести (Squamata).
Включва 12 рода с над 200 вида геконообразни гущери, разпространени в Америка и от Средиземноморието до Средна Азия.

## Родове
Семейство Sphaerodactylidae
- Aristelliger
- Chatogekko
- Coleodactylus
- Euleptes
- Gonatodes – Гонатоди
- Lepidoblepharis
- Pristurus
- Pseudogonatodes
- Quedenfeldtia – Атласки гекони
- Saurodactylus
- Sphaerodactylus – Кръглопръсти гекони
- Teratoscincus – Сцинкови гекони